# Vessel (sitio web)
Vessel es un servicio de video por suscripción lanzado en 2015 por el equipo que estaba detrás de las primeras versiones de Hulu, incluyendo al antiguo CEO Jason Kilar y a Richard Tom.
El servicio tiene un funcionamiento parecido a YouTube, donde el usuario puede visualizar vídeos de manera gratuita. Sin embargo, los usuarios pueden contratar mediante una suscripción mensual el servicio "Early Access" (Acceso anticipado), lo que les permite ver vídeos un mínimo de 72 horas antes de que estos sean distribuidos al público general. Vessel tiene una aplicación propia para dispositivos iOS y Android, que optimiza los vídeos para su visualización en teléfonos móviles.
La idea del sitio consiste en que los creadores de contenido podrían ganar más beneficios que en YouTube debido a la suscripción mensual de los usuarios, así como por los anuncios.
Desde que el sitio fue creado, algunas personalidades de YouTube como Connor Franta, Caspar Lee, Tanya Burr, Good Mythical Morning, Marcus Butler, LinusTechTips,  Kent Heckel and Jack Vale se han unido a Vessel.